# 女子アメリカンフットボール
女子アメリカンフットボール（じょしアメリカンフットボール）の多くのリーグでは男子選手とほぼ同様のルールでプレーされているがボールはより小さいものが利用されている。アメリカ合衆国ではセミプロまたはアマチュアレベルのものが多い。ハイスクールやカレッジでも女子チームがあるのはほんのわずかだが女子選手が男子選手と共にプレーすることが認められているチームもある。

## リーグ

### アメリカ合衆国
- Independent Women's Football League (IWFL) - 2000年創設、2001年よりリーグ戦を実施しており現在41チームで1600人ほどがプレーしている。
- Women's Football Alliance (WFA) - 2009年創設、36チーム
- Women's Spring Football League (WSFL) - 2010年創設、現在5チームで2011年より21チームとなる予定。
- Women's National Football Conference (WNFC) - 2018年創設、2019年より14チームでリーグ戦を開始し、2020年現在は20チームが参加している。

### カナダ
- Maritime Women's Football League - 2004年に創設、4チーム

### 日本
日本には関東に、レディコング（1990年に第一生命レディコングとして発足。1992年から1998年まで第一生命クラブレディコング。2010年解散）、東京コルツ、Eagles（イーグルス）、Tokyo BLAZE（東京ブレイズ）、関西に、CLUB WILD CATS（クラブワイルドキャッツ）、F.F.LANGULLS（F.F.ランガルズ）が創設された。1991年から2000年まではQueen Bowlが開催された。

### ヨーロッパ
ドイツ、オーストリア、フィンランド、スウェーデン、イタリアなどで行われている。

### ランジェリーフットボール
大部分の女子アメリカンフットボールリーグとエクストリーム・フットボール・リーグには大きな違いがある。エクストリーム・フットボール・リーグはセックスアピールを売りにしており防具も簡素なもので肌の露出が多い。より狭いインドア・フットボールのフィールドで行われるため体の大きいディフェンシブラインマンが必要とされない。セックスアピールを売り物としているが試合は真剣勝負で元NFL選手がヘッドコーチを務めているチームもある。

### 解散または休止したリーグ・組織
- Women's American Football League (WAFL)-American Football Women's League (AFWL) 2001年-2003年
- Women's Affiliate Football Conference (WAFC) - 2002年
- United Women's Football League (UWFL) - 2003年
- Women's Spring Football League (WSFL)
- Women's Football Association (WFA) 2002年-2003年の1シーズン
- Ladies Tackle Football League (LTFL)  - 2004年?
- Women's Football League (WFL) - 2002年創設、2007年解散
- Women's Professional Football League (WPFL) 1999年創設、2007年解散
- National Women's Football Association 2000年創設、当初はNational Women's Football Leagueという名称だったがNFLの圧力を受けて2002年に名称を変更した。